# Sutcliffe
Sutcliffe é uma Região censo-designada localizada no estado americano de Nevada, no Condado de Washoe.

## Demografia
Segundo o censo americano de 2000, a sua população era de 281 habitantes.

## Geografia
De acordo com o United States Census Bureau tem uma área de
25,9 km², dos quais 25,9 km² cobertos por terra e 0,0 km² cobertos por água.
A destacar a existência do Lago Pirâmide.

## Localidades na vizinhança
O diagrama seguinte representa as localidades num raio de 44 km ao redor de Sutcliffe.